# Бялган
Бялган (ингуш. Баьлгӏане) — село в Джейрахском районе Республики Ингушетия. Входит в состав сельского поселения Ольгети.

## География
Село расположено в южной части республики на расстоянии примерно в 9 километрах по прямой к юго-востоку от районного центра Джейраха.
Часовой пояс
Село Бялган как и вся Ингушетия, находится в часовой зоне МСК (московское время). Смещение применяемого времени относительно UTC составляет +3:00.

## Галерея

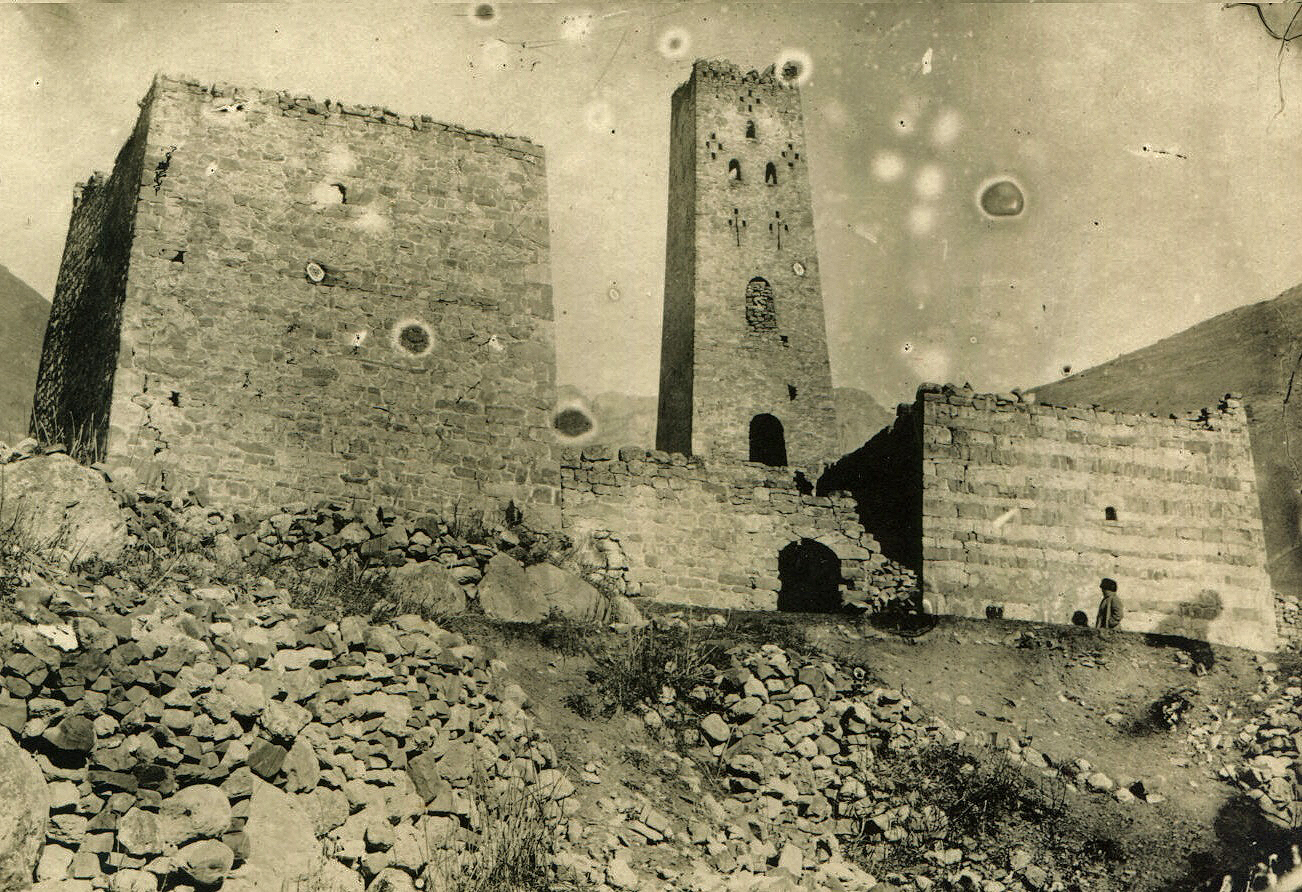
Бялган в начале XX века.
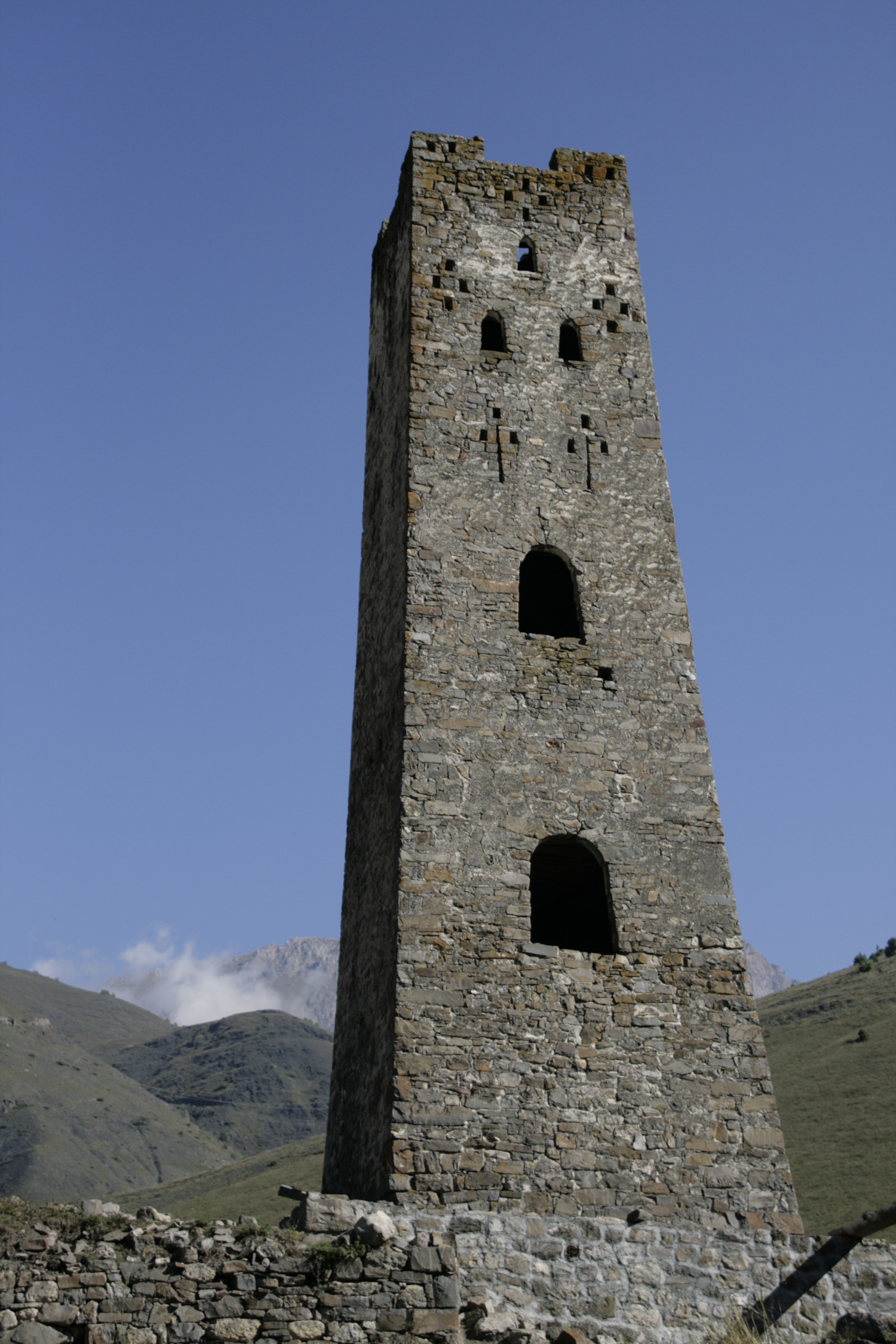
Боевая башня
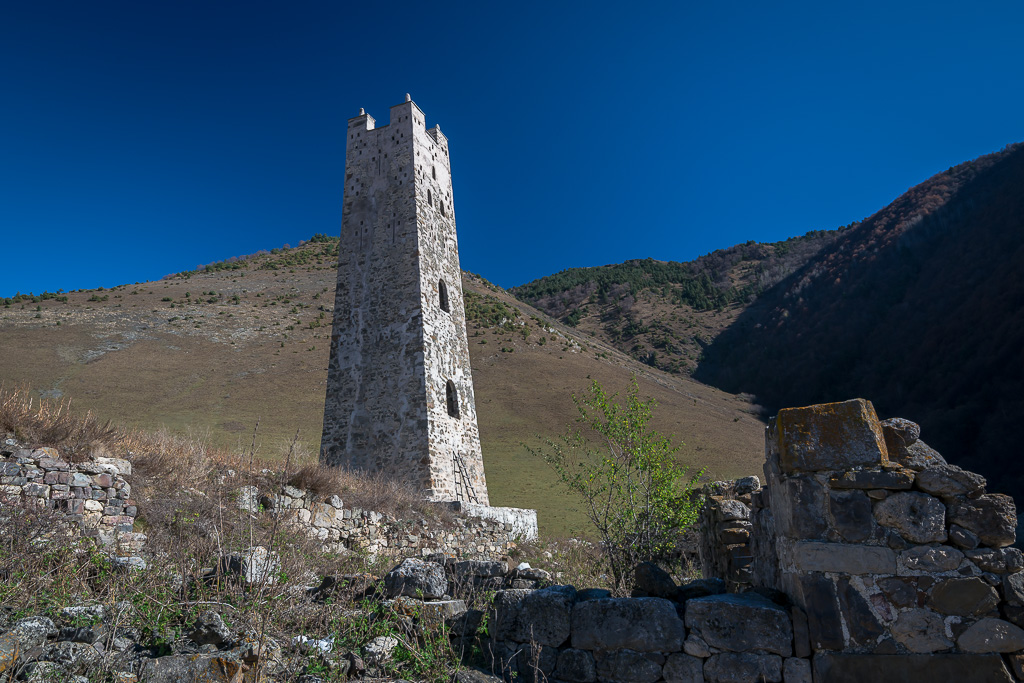
Башня Бялгана после реставрации

## Население
| 2010 | 2024 |
| ---- | ---- |
| 0    | ↗15  |